# Soprannome di famiglia
Il soprannome di famiglia (o subcognome) è un elemento onomastico utilizzato per identificare diverse famiglie che portano lo stesso cognome e che vivono nella stessa zona, pur non facendo parte dello stesso nucleo familiare o non avendo comunque stretti rapporti di parentela.
L'utilizzo di tale soprannome è particolarmente presente nelle zone rurali o nei piccoli o medi borghi di provincia.

## Casi regionali o locali

### Scormagna
La scormagna (pronuncia: "scurmagna"), detta anche scomagna o scomegna (pronuncia: "scumagna" o "scumegna"), in lingua lombarda è il soprannome degli abitanti di un altro paese.
Il termine, che in lombardo e in vari dialetti locali significa letteralmente "soprannome", rispecchia l'usanza di attribuire un soprannome agli abitanti di un paese, e grazie alla sua diffusione è quasi italianizzato, seppur utilizzato solo in alcune zone della Lombardia.
L'usanza, tipica della bassa pianura Padana e della Lombardia, era conosciuta già in epoca medievale; tuttavia, i termini in uso fino a qualche anno fa sono apparsi alla fine del XIX secolo.
Quasi tutti i paesi delle province di Novara, Monza-Brianza, Milano, Pavia, Lodi, Cremona, Bergamo e Brescia avevano la propria scormagna, che generalmente veniva attribuita loro dagli abitanti di altri paesi e aveva spesso un senso ironico, se non spregiativo, frutto dei forti campanilismi dei paesi rurali.
Esempi di scormagne sono le denominazioni i oreggiatt, i martor, i spazzapollé, i sgagnabroe, i ligasabia.
L'usanza si è andata perdendo tra gli anni settanta e ottanta a causa delle immigrazioni e intermigrazioni tra i paesi, che hanno fatto affievolire il senso di appartenenza alla comunità locale. Ora viene ricordata solo dalle persone più anziane.

### Scutum
Gli scutum (scritto anche scütüm, o anche scotum) nei dialetti valtellinesi, camuni, bresciani, bergamaschi, alto-mantovani, noneso, solandro e giudicariesi sono soprannomi o nomignoli, a volte personali, a volte indicanti tratti caratteristici di una comunità.
Nascono in un momento particolare della vita di un individuo, si allargano ai suoi discendenti e li accompagnano finché non cadono in disuso.

#### Scutumfamiliari
Gli scutum familiari sono soprannomi indicanti determinati ceppi familiari. Hanno origini diverse: un nome che viene storpiato, una caratteristica fisica, un tratto caratteriale o l'origine geografica. A volte essi servivano per contraddistinguere diverse famiglie dello stesso paese che avevano il medesimo cognome. Ad esempio, a Zoanno, ora frazione di Ponte di Legno, vi erano le famiglie Rossi Pasùc, Capèt, Bastansì, del Re, Brasì, Puiàch e Pitòr.

#### Scutumvicinali
Gli scutum viciniali erano i soprannomi di una particolare comunità o paese, rappresentato anticamente dalla vicinia. Alcuni sono peculiari di determinati paesi, altri invece vengono riproposti in diverse comunità (tipici sono Gàcc e Gòs).

#### Scutumpersonali
Si riferiscono a un individuo e sono spesso imposti in età infantile o giovanile.

### Scutmaj
Lo scutmaj, scutmâi o scutmâj non è altro che l'equivalente della scormagna in Emilia.

### Ingiuria
L'ingiuria è un particolare appellativo che ha la funzione di identificare un capofamiglia e di conseguenza il suo nucleo familiare in alcune regioni. È usato principalmente in Calabria, Campania, Basilicata, Sicilia, Puglia e Abruzzo e può consistere in un soprannome o in un'abbreviazione del nome.
La funzione dell'ingiuria appare anzitutto pratica, cioè è un modo di distinguere due o più persone o famiglie in casi di omonimia, anche se l'ingiuria ha una natura scherzosa e di motteggio.
Essa ha origine indubbiamente popolare e nasce generalmente da un aggettivo o da un nome che ricorda l'attività lavorativa, una caratteristica o la provenienza di una persona e dei suoi parenti.
È impossibile identificarne la nascita e gli sviluppi, che sono, con tutta probabilità, molto antichi. Allo stesso tempo quello dell'ingiuria si è dimostrato un fenomeno culturale e di linguaggio che, pur non avendo grande rilevanza e fama, si è conservato e tramandato fino ai giorni nostri.

#### Esempi
Alcuni esempi, presi a titolo indicativo dalle culture delle comunità del catanzarese, illustrano il concetto.
Antonio "Il Ciorno" (in forma dialettale "U Ciornu").

Questa ingiuria identifica Antonio con l'appellativo di "ciorno" che in dialetto calabrese significa "storto, matto"; potrebbe perciò connotare Antonio come una persona non regolare nel fisico o dal comportamento strano ed un poco "matto". "Ciorno" è anche un cognome frequente a Rossano, provincia di Cosenza.
Vincenzo "Tramontana".

Qui il termine "tramontana" ("tra" (tras) + "montana" (montagna)) sta a significare la provenienza di Vincenzo dalla montagna, o comunque da un luogo visto come lontano e diverso dalla comunità;
Valentino "Il Bianco" ("U Iancu").

"Ianco", ovvero "bianco", identificherebbe Valentino come una persona di carnagione chiara o che ha a che fare con cibi, bevande, animali di questo colore.
Antonio "Il Monco" ("U Murcu").

Questa ingiuria è comune nella provincia di Reggio Calabria, a Melicuccà; è derivata dai difetti fisici di una persona e si è estesa ai componenti della famiglia.

#### Ingiurie e cognomi
È ragionevole ritenere che alcune ingiurie possano avere originato nei secoli dei cognomi, anche se l'ingiuria è qualcosa da affiancare al nome della persona, e non da sostituirne il cognome o volerne suggerire uno nuovo. In passato le ingiurie sono state dei soprannomi attribuiti alle persone, tenendo conto delle origini, del carattere e del comportamento. Oggi i giovani si attribuiscono soprannomi strani, spesso abbreviativi dei propri nomi.
Un fenomeno analogo è presente in Sardegna, soprattutto nella provincia di Sassari sino a fine Ottocento e primi del Novecento, in cui, appunto, una persona o un gruppo familiare assumeva un certo soprannome dovuto a una sua peculiarità, divenendo in alcuni casi anche come cognome.
In Campania, sui manifesti funebri, si usa rendere noto oltre al nome e al cognome anche il soprannome di famiglia.

#### Ingiuria nel tempo
L'ingiuria è un fenomeno di cui possiamo avere esempi anche ai giorni nostri.
Essendo la sua natura fortemente legata al dialetto, esempi di ingiurie sono riscontrabili principalmente nelle comunità medio-piccole dove questo è ancora parlato.
Sebbene non sembri che le ultime generazioni abbiano la tendenza a creare nuove ingiurie, sono documentati con precisione accettabile esempi di ingiurie risalenti anche agli anni cinquanta, considerando anche che, comunque, il fenomeno non è studiabile scientificamente.

#### Un esempio famoso
I Malavoglia è il più noto romanzo di Giovanni Verga, e la stessa parola 'Malavoglia' è l'ingiuria della famiglia che ne è protagonista; scrive lo stesso Verga in una lettera a Luigi Capuana:
(Giovanni Verga, Lettera a Capuana, 17 maggio 1878)

### Menda
La menda (o anche deto o, più semplicemente, soranome; in friulano sorenomp, nel veronese si usa anche costumaja) è, nel Triveneto, il soprannome attribuito a una famiglia.
Serve principalmente per distinguere i nuclei familiari che portano lo stesso cognome e che non sono imparentati (o, perlomeno, non strettamente). In passato la menda era una consuetudine diffusissima, impiegata persino nei documenti in sostituzione del cognome. In tempi recenti lo stabilizzarsi della formula nome + cognome seguita all'introduzione dei registri anagrafici ha fortemente minato questa usanza che è ormai in forte declino.
Esistono tuttavia delle eccezioni: in alcuni comuni la diffusione di determinati cognomi crea un elevato tasso di omonimie, sicché le amministrazioni hanno deciso di ufficializzare i soprannomi che sono diventati a tutti gli effetti dei secondi cognomi. Esemplare è il caso di Chioggia, dove oltre un quinto dei suoi cinquantamila residenti porta i cognomi Boscolo o Tiozzo. Lo stesso vale per alcuni centri cadorini e del Friuli occidentale (Aviano, Maniago, Frisanco).